# カサイ (漫画家)
カサイは、日本の漫画家。

## 概要
第25回 スクウェア・エニックスマンガ大賞にて佳作を受賞。
2015年5月28日からガンガンONLINEにて『まりまりマリーゴールド』で連載デビュー。

## 作品リスト

### 連載
- まりまりマリーゴールド（『ガンガンONLINE』、スクウェア・エニックス）
- みくみくパンデミック（『ガンガンONLINE』、スクウェア・エニックス）

### アンソロジー収録
- 「はんだくん」公式アンソロジー（スクウェア・エニックス）